# Apaturins
Els apaturins (Apaturinae) són una subfamília de lepidòpters papilionoïdeus de la família dels nimfàlids (Nymphalidae). Als Països Catalans només habita la tornassolada gran (Apatura iris) i la tornassolada petita (Apatura ilia).

## Taxonomai
La subfamília dels apaturins inclou un total de 20 gèneres:
- Apatura
- Apaturina
- Apaturopsis
- Asterocampa
- Chitoria
- Dilipa
- Doxocopa
- Euapatura
- Eulaceura
- Euripus
- Helcyra
- Herona
- Hestina
- Hestinalis
- Mimathyma
- Rohana
- Sasakia
- Sephisa
- Thaleropis
- Timelaea

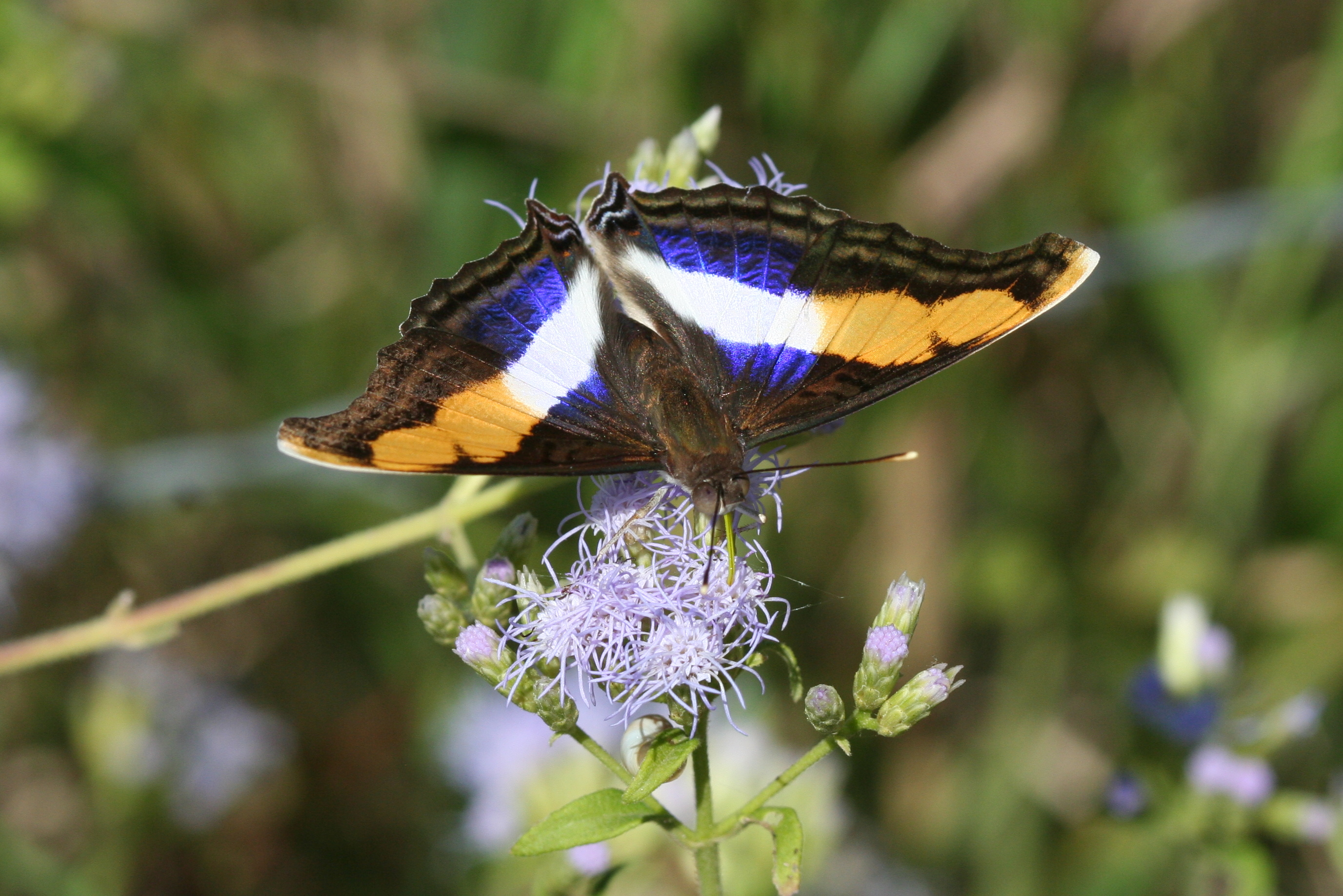
Doxocopa laure
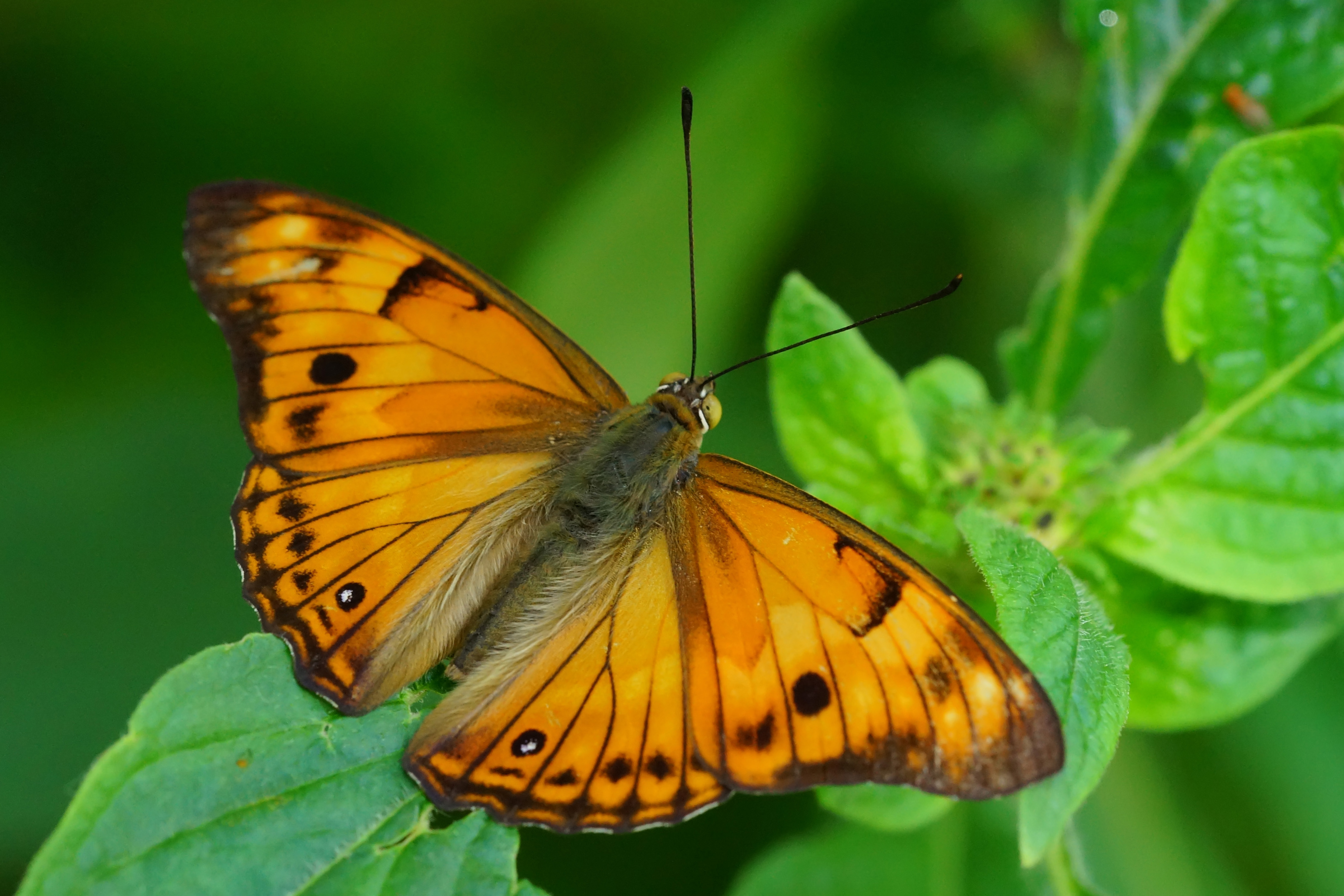
Chitoria chrysolora
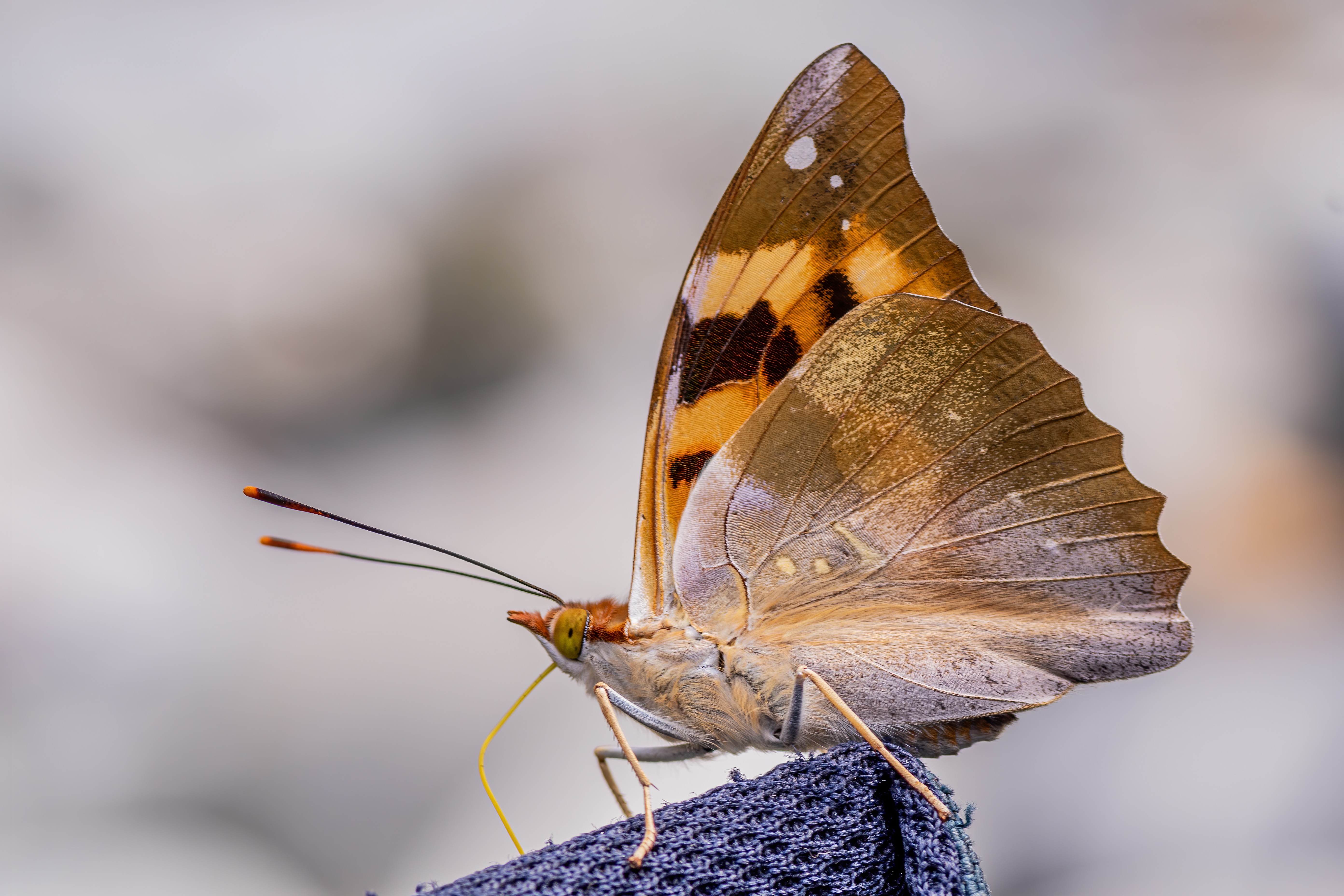
Dilipa morgiana
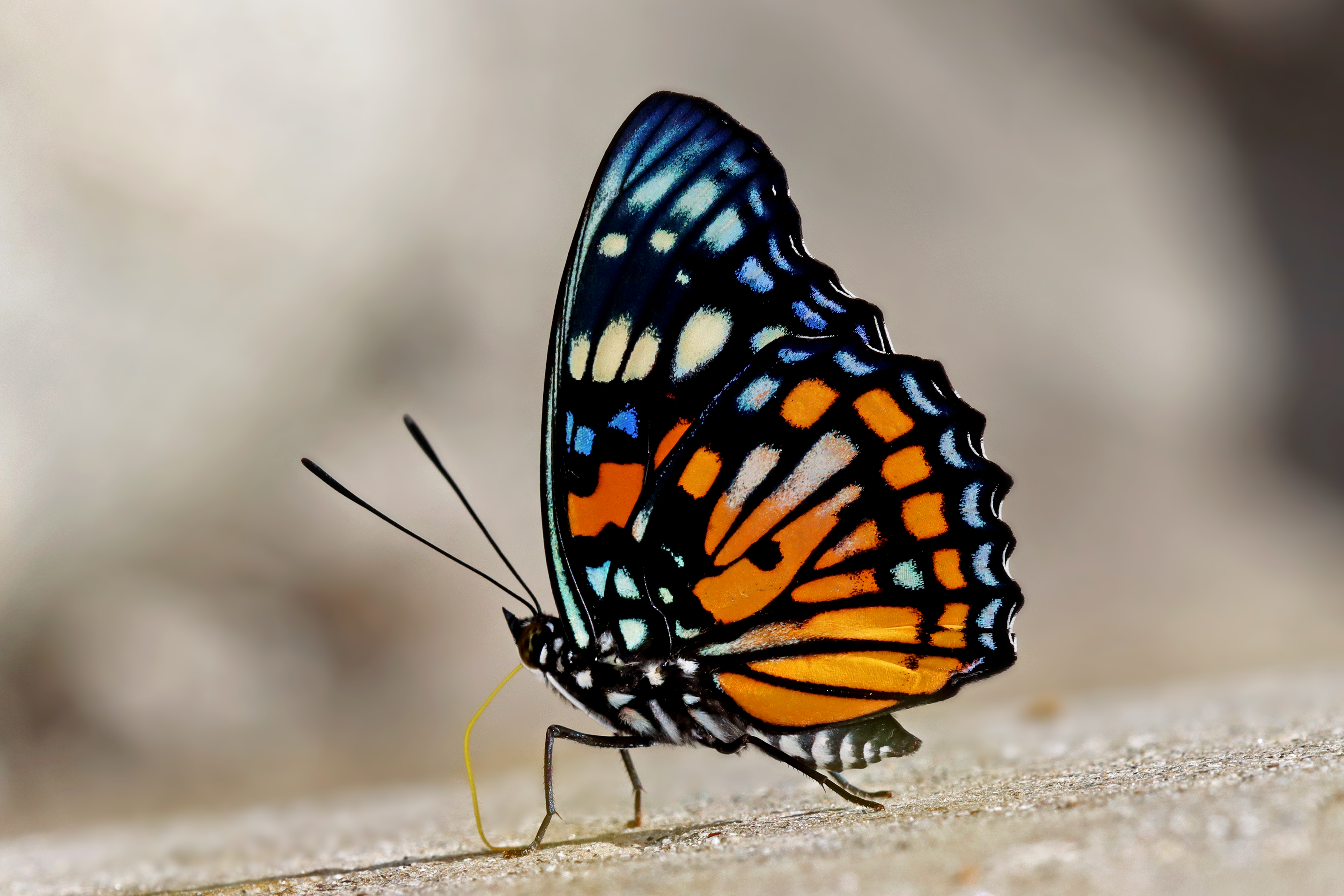
Sephisa chandra